# چناری، کشمیر آزاد
چناری (به انگلیسی: Chinari) یک روستا در پاکستان است که در کشمیر آزاد واقع شده‌است.